# Academia Regală
Academia Regală (engleză Regal Academy) este o serie animată italiană creată de Iginio Straffi și produsă de studio Rainbow Srl. A avut premiera pe Rai YoYo pe 21 mai 2016. În Statele Unite a început să difuzeze pe Nickelodeon pe 13 august 2016. În Canada, a început să difuzeze pe YTV pe 3 decembrie 2016. A fost produs de studiourile 3Beep și DuArt din New York.

## Descrierea
Seria urmărește Rose, o fată adolescentă de pe Pământ, care descoperă o cheie care duce la FairyTale Land, unde poveștile vin la viață. Se termină la o școală de prestigiu numită Academia Regală. Rose află că este nepoata directorului de Cinderella. Rose decide să se înscrie la Academia Regal și să învețe cum să folosească magie în timp ce aventuriază cu prietenii ei.

## Personaje

### Studenți
- Rose Cinderella este o fată obișnuită de pe Pământ, care deblochează trecutul ei de basm ca nepoata Cenusareasa . Înscrierea la Academia Regală, la cererea bunicei ei, se împrietenește cu Astoria, Joy, Hawk și Travis, după ce sunt încadrați în același grup pentru o clasă. Deși inițial nu-i plăcea din cauza ignorării calităților, a lipsei și a manierismului, populația școlară se încălzește treptat până la ea din cauza optimismului și a bunătății ei constante. Ca și bunica ei, ea este un iubitor de basme și pantofi, mai târziu venind să dețină o baghetă care folosește Pumpkin Magic pentru a evoca obiecte. Rose, de asemenea, mai târziu vine să dețină o pereche de papuci de cinderella de semnătură din sticlă. Interesul ei romantic este Hawk Snow White.
- Travis Beast stră nepotul Bestiei . La fel ca Rose, locuiește pe Pământ. El este specializat în artă și, în mod normal, are o atitudine foarte calmă și relaxată. Când se înfurie, el devine o fiară reală și posedă o putere imensă și incontrolabilă.
- Astoria Rapunzel este nepoata lui Rapunzel și trăiește până la povestea ei, are păr lung, purpuriu, violet, în amintirea iederii. Ea este o perfecționistă și un vierme, care aspiră să obțină mereu note perfecte și este cunoscută ca fiind cea mai harnică prințesă la Academia Regală.
- Hawk SnowWhite este nepotul lui Snow White și la fel cum bunica lui a fost "cel mai faimos dintre ei", el este de asemenea fermecător și astfel extrem de popular printre fete. Ca și bunica sa, are și o iubire incontrolabilă pentru mere. Eroismul său exagerat poate uneori să-l aducă pe el și pe prietenii săi în situații incomode. Hawk mai târziu vine să dețină o baghetă care folosește Snow Magic, care poate îngheța lucrurile și oamenii și poate crea zăpadă și gheață. Interesul său romantic îl reprezintă Rose Cenușăreasa.
- Joy LeFrog este nepoata lui The Frog Prince , deși el este cunoscut ca profesorul LeFrog în Academia Regală. Ea are capacitatea de a comuta între broasca și formele umane la voință, deși ambele împărtășesc dragostea similară a insectelor pentru mâncare. Ca Rose, ea este veselă și foarte susținută de prietenii ei.
- Vicky Broomstick este un student care poartă planuri malefice și dorește să fie cel mai bun răufăcător de basm. Cu toate acestea, planurile ei sunt întotdeauna înfrânte de Rose și prietenii ei, astfel că scopul ei este ca Rose să fie expulzată de la Academia Regală. Numele de familie al Vickyi și puterea ei de a arunca vrăji rău sugerează că ea are legătură cu o vrăjitoare.
- Cyrus Broomstick este vărul și prietenul lui Vicky. Este leneș și îi place să pui mult, chiar și în timpul orelor de curs. Din cauza leneții sale, el este de obicei forțat să ajute cu schemele lui Vicky.
- Ruby Stepsister  este o studentă care este prietenă cu Vicky și o ajută, de regulă, cu planurile ei rele (prin cea mai mare parte realizând cea mai mare parte a muncă). Ea are o pasiune pe Hawk, care este un alt motiv pentru care îi ajută pe Vicky. Puterea lui Ruby îi permite să facă lucruri de ordine. Numele ei de familie sugerează că este legată de unul dintre steagurile Cenusarelei.
- Gerald Ugly Duckling este nepotul rață Ugly. El este foarte nemulțumit de aspectul său și speră că va deveni ca bunicul său într-o zi. Gerald este blând, timid și politicos. Din păcate, el are o problemă oribilă de sine însuși. Se vede ca fiind urat si vrea sa arate mai bine. Sperăm că va descoperi adevărata sa frumusețe în interior.
- Finn Whale este nepotul balenei originale din Sinbad. Întotdeauna lent și stângaci, nu face nimic pentru a-și ascunde natura.

## Episoade
| Premiera originală | Premiera în România | N/o | Titlu român                          | Titlu englez                     |  |
| ------------------ | ------------------- | --- | ------------------------------------ | -------------------------------- |  |
|                    |                     |     |                                      |                                  |  |
| PRIMUL SEZON       |                     |     |                                      |                                  |  |
|                    |                     |     |                                      |                                  |  |
| 22.05.2016         | 12.03.2017          | 01  | O școală pentru basme                | A School for Fairy Tales         |  |
|                    |                     |     |                                      |                                  |  |
| 22.05.2016         | 19.03.2017          | 02  | Dragonul Mare                        | The Great Dragon Race            |  |
|                    |                     |     |                                      |                                  |  |
| 22.05.2016         | 26.03.2017          | 03  | Lebăda din Lacul Mlăștinos           | The Swan in Swamp Lake           |  |
|                    |                     |     |                                      |                                  |  |
| 22.05.2016         | 02.04.2017          | 04  | Astoria și vrejul de fasole          | Astoria and the Beanstalk        |  |
|                    |                     |     |                                      |                                  |  |
| 27.05.2016         | 09.04.2017          | 05  | O nuntă de basm                      | Fairytale Wedding                |  |
|                    |                     |     |                                      |                                  |  |
| 28.05.2016         | 16.04.2017          | 06  | Mister la castelul Cenușăresei       | Mystery at Cinderella Castle     |  |
|                    |                     |     |                                      |                                  |  |
| 17.09.2016         | 23.04.2017          | 07  | Nepoata Prințesei cu Bobul de Mazăre | The Pea Princess Granddaughter   |  |
|                    |                     |     |                                      |                                  |  |
| 18.09.2016         | 30.04.2017          | 08  | Răzbunare                            | The Revenge                      |  |
|                    |                     |     |                                      |                                  |  |
| 19.09.2016         | 07.05.2017          | 09  | Atacul Vrăjitoarei Fursec            | Attack of the Shortbread Witch   |  |
|                    |                     |     |                                      |                                  |  |
| 20.09.2016         | 14.05.2017          | 10  | Colecția de basm a lui Rose          | Rose's Fairy Tale Collection     |  |
|                    |                     |     |                                      |                                  |  |
| 21.09.2016         | 21.05.2017          | 11  | Declinul Lupului Cel Rău             | The Bad Wolf's Great Fall        |  |
|                    |                     |     |                                      |                                  |  |
| 22.09.2016         | 28.05.2017          | 12  | Dovleci și dragoni                   | Pumpkinns and Dragons            |  |
|                    |                     |     |                                      |                                  |  |
| 23.09.2016         | 04.06.2017          | 13  | Marele bal                           | The Grand Ball                   |  |
|                    |                     |     |                                      |                                  |  |
| 20.10.2016         | 11.06.2017          | 14  | Legendara Prințesă Evantai de Fier   | The Legendary IronFan            |  |
|                    |                     |     |                                      |                                  |  |
| 21.10.2016         | 18.06.2017          | 15  | Rose și Regele Dragon                | Rose and the Dragon King         |  |
|                    |                     |     |                                      |                                  |  |
| 22.10.2016         | 25.06.2017          | 16  | Cântecul Vrăjitoarei Mării           | Song of the Sea Witch            |  |
|                    |                     |     |                                      |                                  |  |
| 23.10.2016         | 02.07.2017          | 17  | Hawk și merele otrăvite              | Hawk and the Poisonedd Apples    |  |
|                    |                     |     |                                      |                                  |  |
| 23.10.2016         | 09.07.2017          | 18  | Basme din Pământ                     | Fairy Tales on Earth             |  |
|                    |                     |     |                                      |                                  |  |
| 12.11.2016         | 16.07.2017          | 19  | Blestemul părului                    | Hair Curse                       |  |
|                    |                     |     |                                      |                                  |  |
| 12.11.2016         | 23.07.2017          | 20  | Ziua părinților                      | The Parents Day                  |  |
|                    |                     |     |                                      |                                  |  |
| 13.11.2016         | 30.07.2017          | 21  | Magia Maimuței                       | Monkey Magic                     |  |
|                    |                     |     |                                      |                                  |  |
| 24.10.2016         | 06.08.2017          | 22  | Apocalipsa florilor                  | Flowerpocalypse                  |  |
|                    |                     |     |                                      |                                  |  |
| 14.11.2016         | 13.08.2017          | 23  | Lebăda dansează cu stelele           | Swan Dancing with the Stars      |  |
|                    |                     |     |                                      |                                  |  |
| 14.11.2016         | 20.08.2017          | 24  | Duelul Dragonilor                    | The Dragon Duel                  |  |
|                    |                     |     |                                      |                                  |  |
| 15.11.2016         | 27.08.2017          | 25  | Căderea gardienilor                  | Fall of the Guardians            |  |
|                    |                     |     |                                      |                                  |  |
| 15.11.2016         | 03.09.2017          | 26  | Răufăcătoarea Vicky                  | Vicky the Villain                |  |
|                    |                     |     |                                      |                                  |  |
| SEZONUL 2          |                     |     |                                      |                                  |  |
|                    |                     |     |                                      |                                  |  |
| 28.11.2017         | 06.05.2018          | 27  | '                                    | PomPoms!                         |  |
|                    |                     |     |                                      |                                  |  |
| 29.11.2017         | 06.05.2018          | 28  | Frumoasa e o Bestie                  | Beauty in the Beast              |  |
|                    |                     |     |                                      |                                  |  |
| 30.11.2017         | 13.05.2018          | 29  | Târgul fermecat                      | The Magic Fair                   |  |
|                    |                     |     |                                      |                                  |  |
| 01.12.2017         | 13.05.2018          | 30  | Nebunia oglindei                     | Mirror Madness                   |  |
|                    |                     |     |                                      |                                  |  |
| 02.12.2017         | 18.05.2018          | 31  | '                                    | The Giant's Wife                 |  |
|                    |                     |     |                                      |                                  |  |
| 03.12.2017         | 18.05.2018          | 32  | În căutarea lui Pinocchio            | Searching for Pinocchio          |  |
|                    |                     |     |                                      |                                  |  |
| 04.12.2017         | 25.05.2018          | 33  | Broscoiul răufăcător                 | The Frog Villain                 |  |
|                    |                     |     |                                      |                                  |  |
| 05.12.2017         | 25.05.2018          | 34  | Vizită în Pădurea Fermecată          | Into the Enchanted Forest        |  |
|                    |                     |     |                                      |                                  |  |
| 06.12.2017         | 03.06.2018          | 35  | Balul mascat                         | The Masquerade Ball              |  |
|                    |                     |     |                                      |                                  |  |
| 07.12.2017         | 03.06.2018          | 36  | Războinica din umbră                 | The Shadow Warrior               |  |
|                    |                     |     |                                      |                                  |  |
| 08.12.2017         | 10.06.2018          | 37  | Competiția prinților                 | Princely Competition             |  |
|                    |                     |     |                                      |                                  |  |
| 09.12.2017         | 10.06.2018          | 38  | Dragonul întunecat                   | The Dark Dragon                  |  |
|                    |                     |     |                                      |                                  |  |
| 10.12.2017         | 17.06.2018          | 39  | O zi la Academia Merlin              | A Day at Merlin Academy          |  |
|                    |                     |     |                                      |                                  |  |
| 26.09.2018         | 29.07.2018          | 40  | Parada regală                        | The Regal Parade                 |  |
|                    |                     |     |                                      |                                  |  |
| 27.09.2018         | 29.07.2018          | 41  | Povestea unei sirene                 | A Mermaid's Tale                 |  |
|                    |                     |     |                                      |                                  |  |
| 28.09.2018         | 05.08.2018          | 42  | O petrecere în pijamale              | The Sleepover                    |  |
|                    |                     |     |                                      |                                  |  |
| 29.09.2018         | 05.08.2018          | 43  | Testul turnului                      | Test of the Tower                |  |
|                    |                     |     |                                      |                                  |  |
| 20.09.2018         | 12.08.2018          | 44  | Vraja de schimbare a formei          | The Shapeshifting Witch          |  |
|                    |                     |     |                                      |                                  |  |
| 01.10.2018         | 12.08.2018          | 45  | Întoarcerea lui Ruby                 | Ruby Returns                     |  |
|                    |                     |     |                                      |                                  |  |
| 02.10.2018         | 19.08.2018          | 46  | Ziua nunții                          | Wedding Time                     |  |
|                    |                     |     |                                      |                                  |  |
| 03.10.2018         | 19.08.2018          | 47  | Efectul de la miezul nopții          | The Midnight Effect              |  |
|                    |                     |     |                                      |                                  |  |
| 04.10.2018         | 26.08.2018          | 48  | Crăciunul în Tărâmul de Basm         | Christmas in the Fairy Tale Land |  |
|                    |                     |     |                                      |                                  |  |
| 05.10.2018         | 26.08.2018          | 49  | Magia curcubeului                    | Rainbow Magic                    |  |
|                    |                     |     |                                      |                                  |  |
| 06.10.2018         | 02.09.2018          | 50  | Capcana Reginei Zăpezii              | The Snow Queen's Trap            |  |
|                    |                     |     |                                      |                                  |  |
| 07.10.2018         | 02.09.2018          | 51  | Rose în Țara Minunilor               | Rose in Wonderland               |  |
|                    |                     |     |                                      |                                  |  |
| 08.10.2018         | 09.09.2018          | 52  | Regatul de Zăpadă                    | The Snow Kingdom                 |  |

## Legături externe
- Academia Regală la Internet Movie Database